# Docteur X
Série
Le Retour du docteur X
(1939)
Pour plus de détails, voir Fiche technique et Distribution.
Docteur X (titre original : Doctor X) est un film d'horreur et film policier américain en couleurs réalisé par Michael Curtiz, sorti en 1932.

## Synopsis
Un étrange meurtrier commet de nombreux assassinats sanglants à proximité du cabinet d'un certain docteur Xavier, lequel emploie quatre autres médecins aux pratiques bizarres. Un jeune journaliste de presse écrite s'intéresse à l'affaire.

## Fiche technique
- Titre : Docteur X
- Titre original : Doctor X
- Réalisation : Michael Curtiz
- Scénario : Robert Tasker, Earl Baldwin et George Rosener d'après la pièce de théâtre d'Howard Warren Comstock et Allen C. Miller
- Photographie : Ray Rennahan
- Montage : George J. Amy
- Musique : Bernhard Kaun
- Direction artistique : Anton Grot
- Son :  Robert B. Lee
- Casting : Rufus Le Maire
- Producteur : Hal B. Wallis et Darryl F. Zanuck pour Warner first National
- Société de production :  First National Pictures
- Société de distribution :  Warner Bros. (États-Unis), Vitagraph Limited (Canada), National Film Distributors (Royaume-Uni)
- Pays de production :  États-Unis
- Langue : anglais
- Tournage : en février 1932 et mars 1932
- Format : Couleur (2-strip Technicolor) — 35 mm — 1,37:1 — Son : Mono
- Genre : Comédie, Film policier, Film d'horreur, Film de science-fiction, Thriller
- Durée : 76 minutes
- Dates de sortie : 
  - États-Unis : 3 août 1932 (New York) / 27 août 1932 (sortie nationale)
  - Royaume-Uni : 8 septembre 1932 (Londres) / 30 janvier 1933 (sortie nationale)
  - France : 23 juin 1933

## Distribution
- Lionel Atwill : Dr Jerry Xavier
- Fay Wray : Joanne 'Joan' Xavier
- Lee Tracy : Lee Taylor, journaliste du Daily World
- Preston Foster : Dr Wells
- John Wray : Dr Haines
- Harry Beresford : Dr Duke
- Arthur Edmund Carewe : Dr Rowitz
- Robert Warwick : Le préfet de police Stevens
- Mae Busch : La tenancière de maison close
- Willard Robertson : Détective O'Halloran
- Harry Holman : Mike, le policier
- Tom Dugan : un autre policier
- Leila Bennett : Mamie

## Autour du film
- Le film a été tourné en Technicolor bi-chromique (2-strip Technicolor)
- Pendant longtemps Warner Brothers ne retrouvait plus la version originale en Technicolor du film, et on a supposé qu'elle était perdue. Elle a finalement été découverte dans la collection personnelle de l'un des cofondateurs de la société de production — Jack Warner — après la mort de celui-ci en 1978 et restaurée par les archives de l'université de Californie à Los Angeles (UCLA).